# Pierre Thorsson
Pierre Roger Valdemar Thorsson (Linköping, 21 juni 1966) is een voormalig handbalspeler uit Zweden.

## Leven en werk
Thorsson maakte in 1992 deel uit van het Zweedse team, op de Olympische Spelen in dat jaar behaalde het team de zilveren medaille. Hij speelde zes wedstrijden, en scoorde vijfentwintig doelpunten. In 1996 en 2000 was Thorsson eveneens deelnemer aan de Olympische Spelen.